# The Day I Became a God
The Day I Became a God (яп. 神様になった日 Ками-сама ни натта хи, «День, когда я стала богом») — японский аниме-сериал, созданный студиями Key, P.A. Works и Aniplex под руководством Ёсиюки Асаи. История изначально была задумана Дзюном Маэдой, который также написал сценарий, с оригинальным дизайном персонажей от Na-Ga. Транслировался с октября по декабрь 2020 года. Это третий оригинальный аниме-сериал, созданный Key после Angel Beats! в 2010 году и Charlotte в 2015 году.

## Сюжет
Готовясь к предстоящим выпускным экзаменам в последнем году старшей школы, Ёта Наруками встречает загадочную девушку по имени Хина, которая утверждает, что она богиня ясновидения. Она говорит Ёте, что через 30 дней наступит конец света, но он по-прежнему скептически относится к ней, несмотря на то, что она делает множество правильных прогнозов. История вращается вокруг Хины, помогающей Ёте, поскольку он помогает людям в городе, пока она приспосабливается к своей новой жизни. По мере того, как он проводит с ней больше времени, он начинает раскрывать всё больше секретов её жизни и того, как она стала «богиней».

## Производство
19 апреля 2019 года продюсер P.A. Works Мицухито Цудзи выразил желание поработать над новым оригинальным аниме с Key и Дзюном Маэдой. 1 апреля 2020 года Key в твиттере заявили, что скоро расскажут о проекте.
10 мая 2020 года Key, P.A. Works и Aniplex провели прямую трансляцию на Niconico и официально объявили об аниме-проекте «День, когда я стала богом». Дзюн Маэда будет отвечать за идею и сценарий, а Na-Ga — за дизайн персонажей, премьера аниме была запланирована на октябрь 2020 года. P.A. Works также написали в Твиттере, что проект «какое-то время» находился в разработке, и озвучка была записана заранее. 25 мая 2020 года на Tokyo MX была показана специальная «программа-пролог», в которой рассказывается, что Аянэ Сакура будет озвучивать Хину, а также раскрывает режиссера Charlotte Ёсиюки Асаи.
25 июля 2020 года состоялась вторая прямая трансляция, на которой был показан первый полный рекламный видеоролик, а также был раскрыт дополнительный персонал и актеры: Манабу Нии выступал в качестве дизайнера персонажей, а Manyo и Дзюн Маэда сочиняли музыку для сериала. В стриме также рассказывалось о втором рекламном видео, которое планируется выпустить в сентябре 2020 года.

## Персонажи
| Персонаж             | Сэйю             |
| -------------------- | ---------------- |
| Хина Сато            | Аянэ Сакура      |
| Ёта Наруками         | Нацуки Ханаэ     |
| Кёко Идзанами        | Юи Исикава       |
| Асюра Кокухо         | Рёхэй Кимура     |
| Сора Наруками        | Юки Кувахара     |
| Хирото Судзуки       | Тихару Сигэмацу  |
| Хикари Дзингудзи     | Харука Тэруи     |
| Како Тэнган          | Ю Симамура       |
| Генеральный директор | Кикуко Иноуэ     |
| Райта Огума          | Кэнъитиро Мацуда |
| Токико Наруками      | Рёка Юдзуки      |
| Дайти Наруками       | Тарусукэ Сингаки |